# Operní scéna

Operní scéna

Operní scéna, operní dům nebo jen zkráceně opera je divadlo určené převážně k provozování oper a případně příbuzných hudebně-dramatických žánrů, jako jsou operety a balety. Většina operních domů má k dispozici stálý soubor profesionálních operních zpěváků (operních pěvců) a svůj vlastní operní orchestr, často doplněný i o svůj vlastní pěvecký sbor a baletní skupinu.
První operní divadla se objevila ve druhé třetině 17. století v Itálii, první bylo v Benátkách. Vnitřní uspořádání prostoru opery se ustálilo již během baroka: Velké jeviště vybavené příslušnou divadelní mašinérií je od hlediště odděleno orchestřištěm umístěným v prohlubni, aby orchestr nerušil pohled na scénu. Diváci nemohou být příliš daleko od jeviště, a proto jsou sedadla rozmístěna na několika úrovních, zpravidla pomocí systému několika pater lóží.
V České republice se nachází celkově 10 operních domů, což je rekordní počet na zemi s deseti miliony obyvatel[zdroj⁠?!].

## Galerie

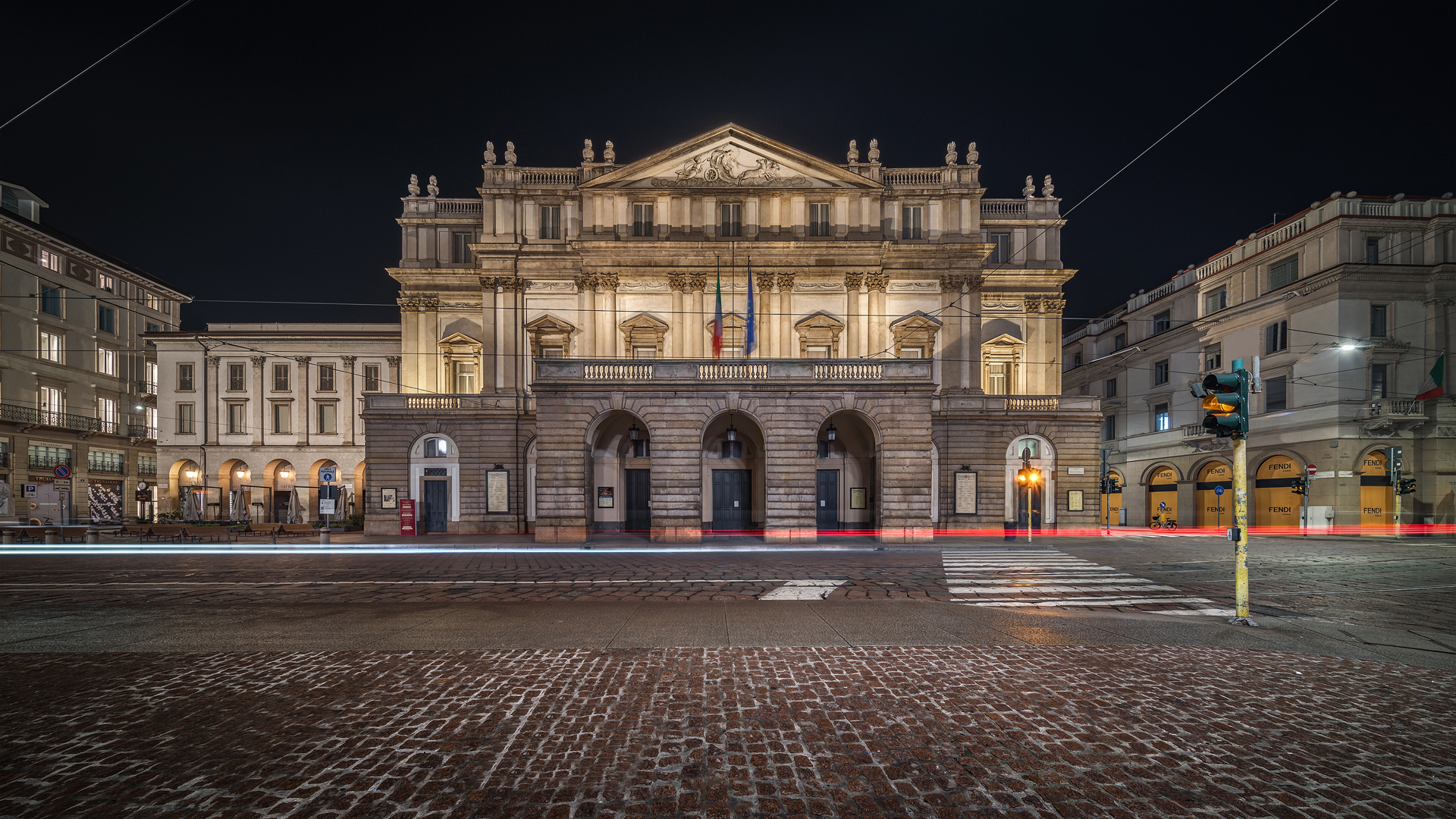
Teatro alla Scala v Miláně
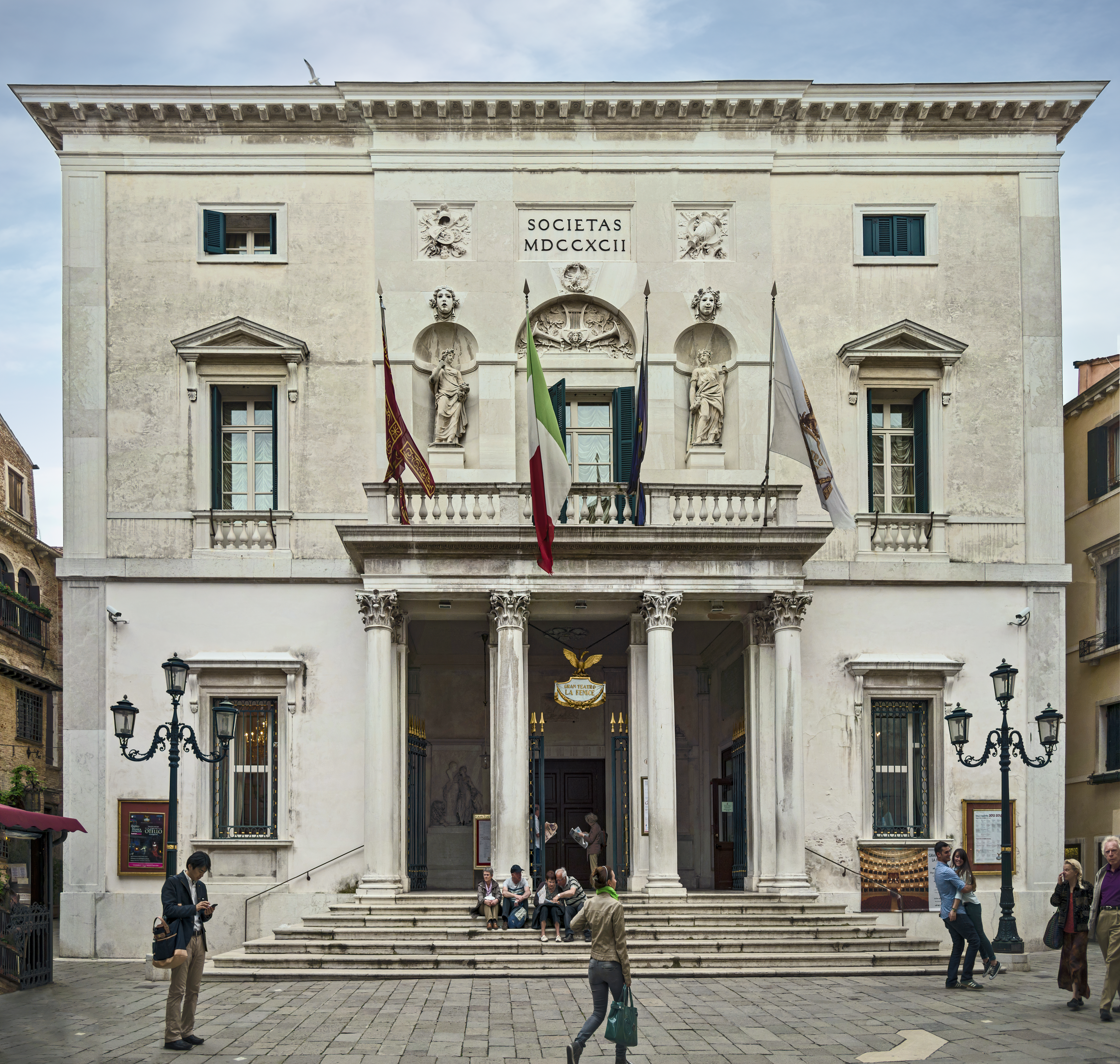
La Fenice v Benátkách
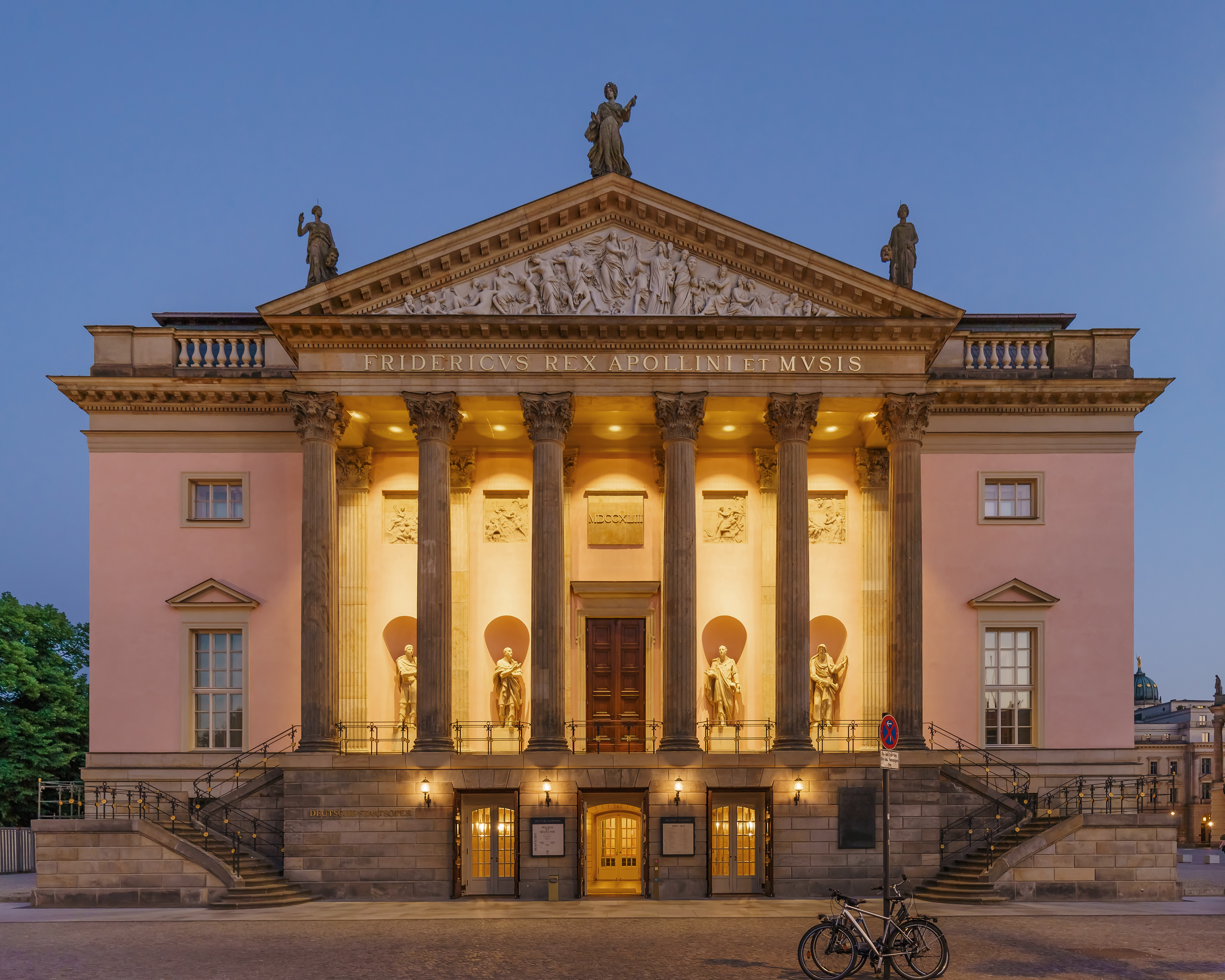
Berlinská státní opera
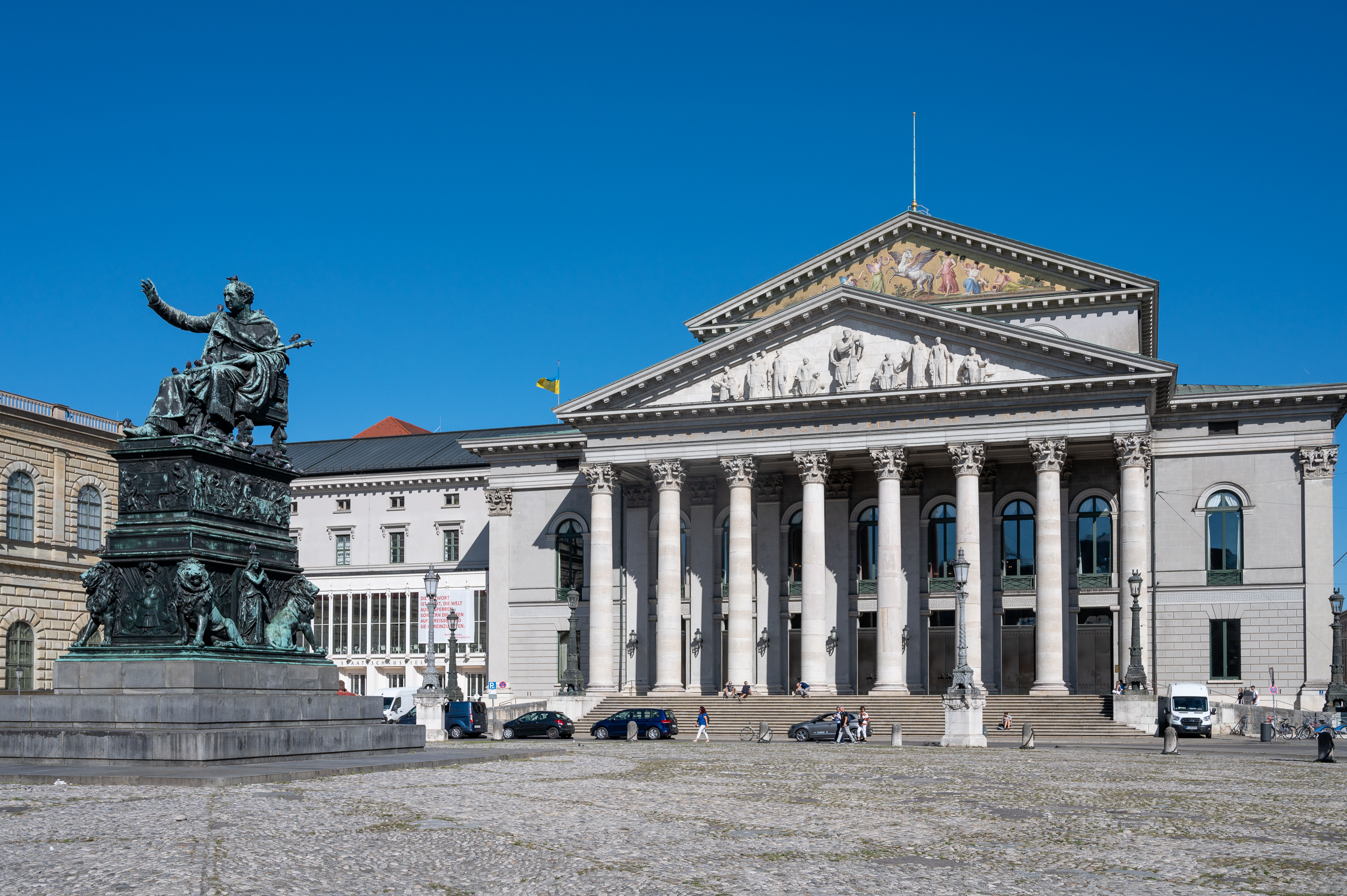
Národní divadlo Mnichov; sídlo Bavorské státní opery
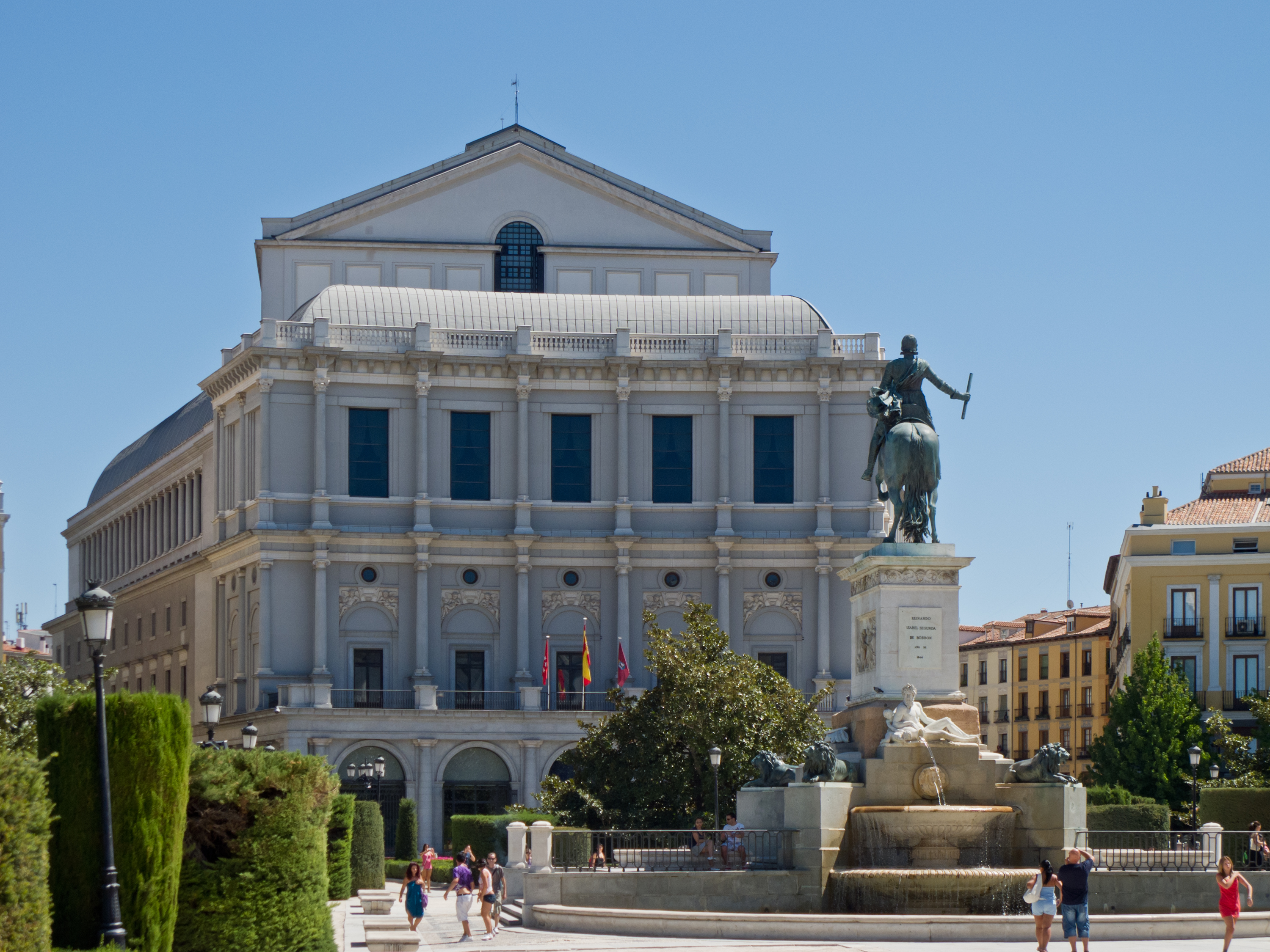
Teatro Real v Madridu
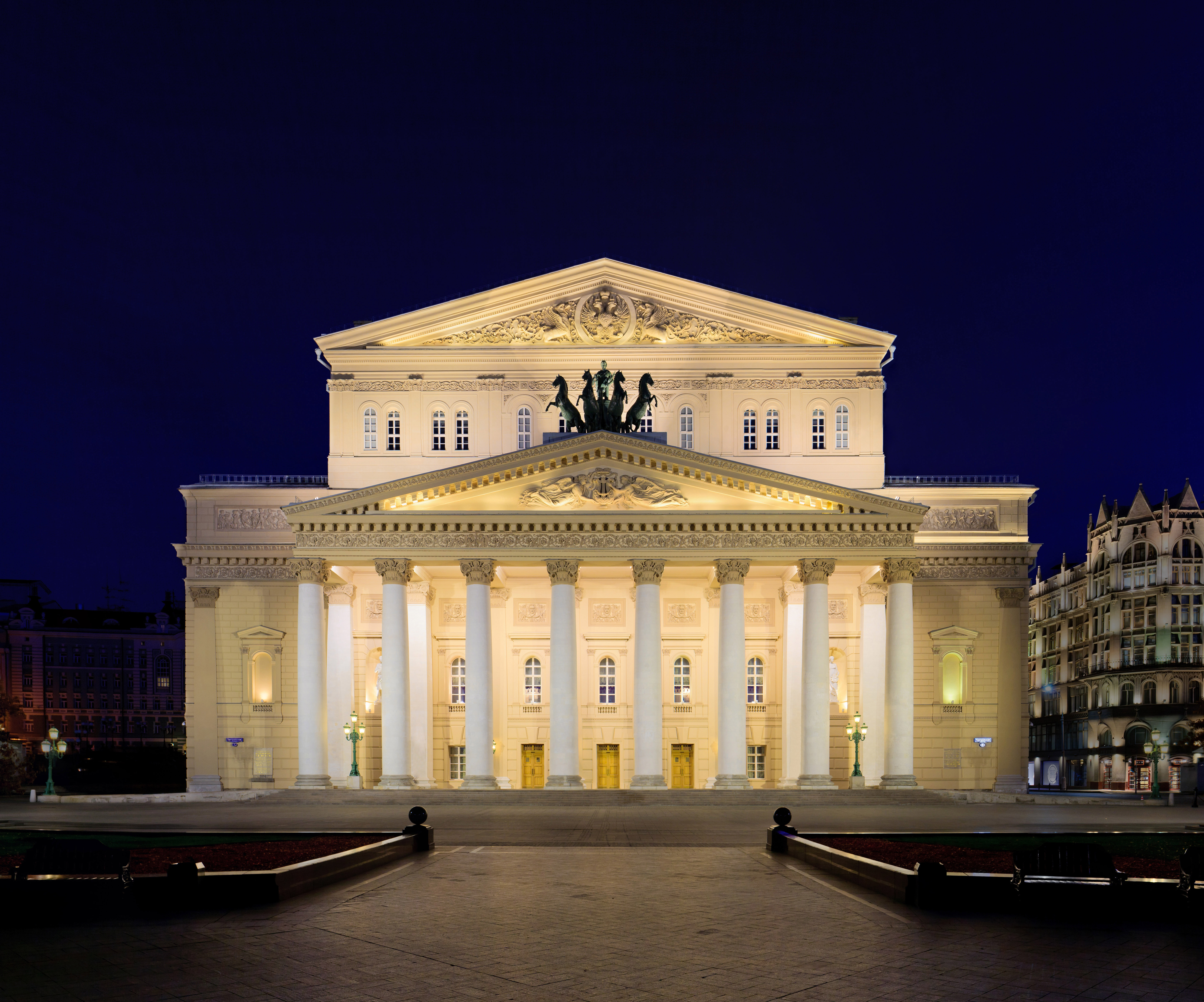
Velké divadlo v Moskvě
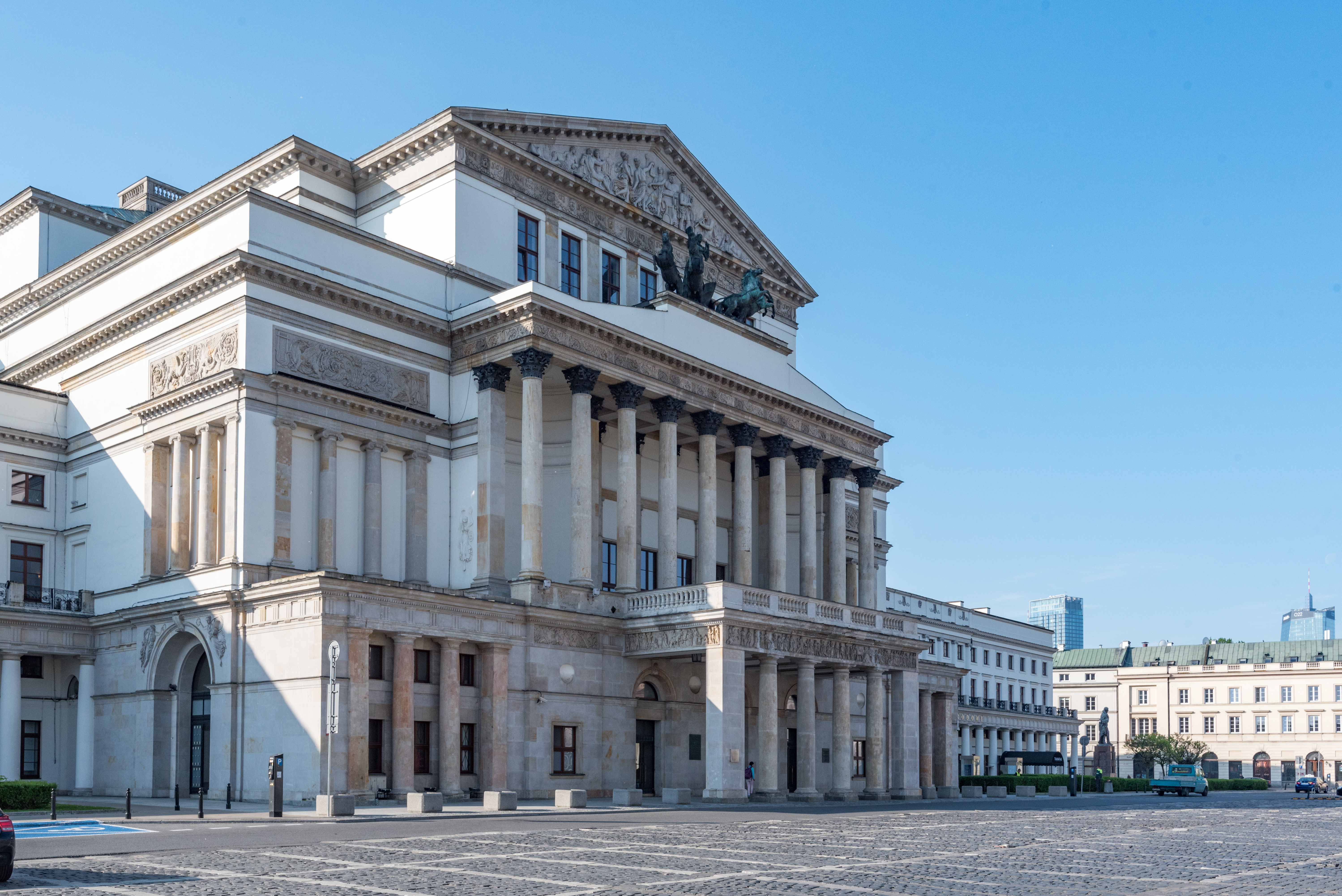
Velké divadlo  ve Varšavě
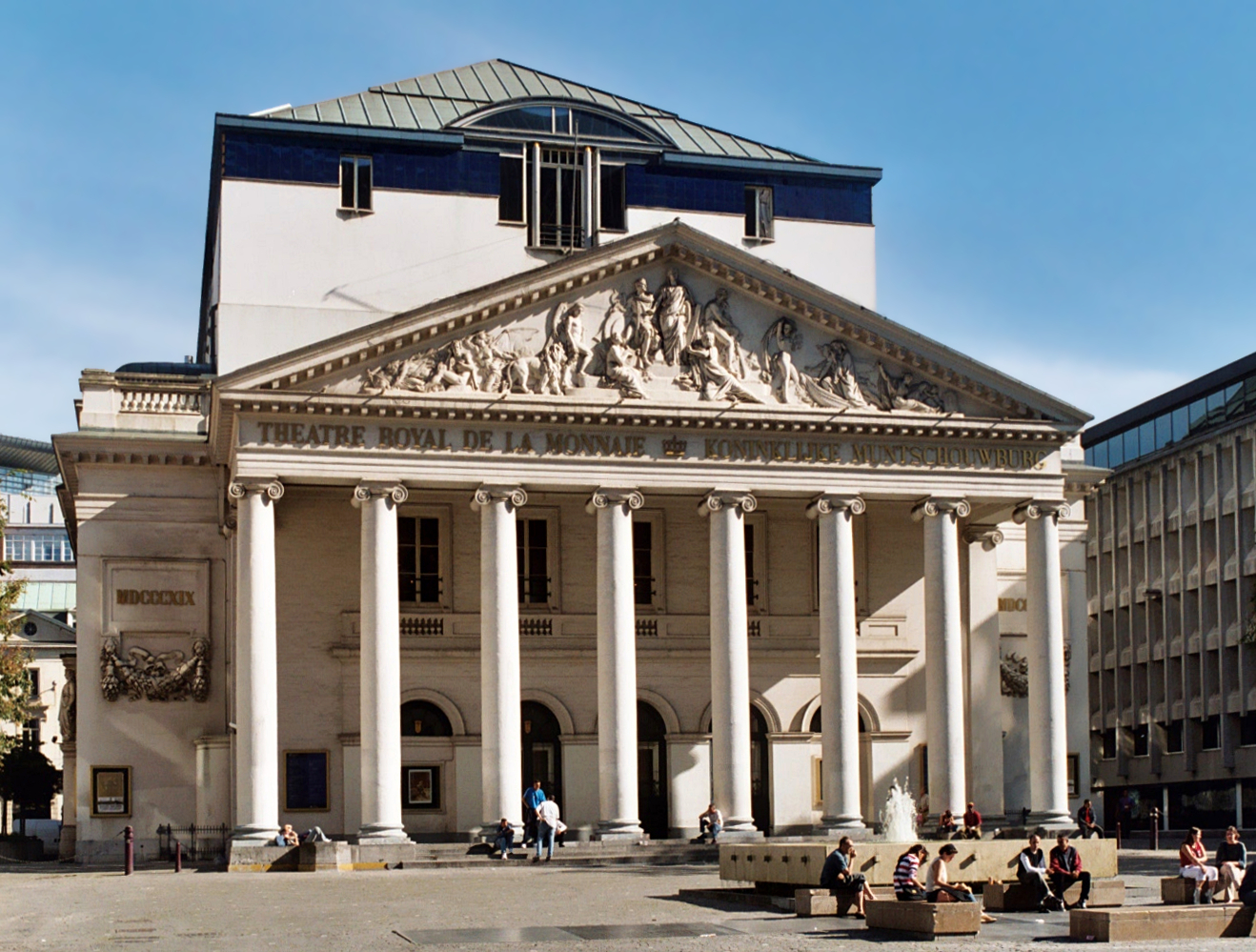
La Monnaie v Bruselu
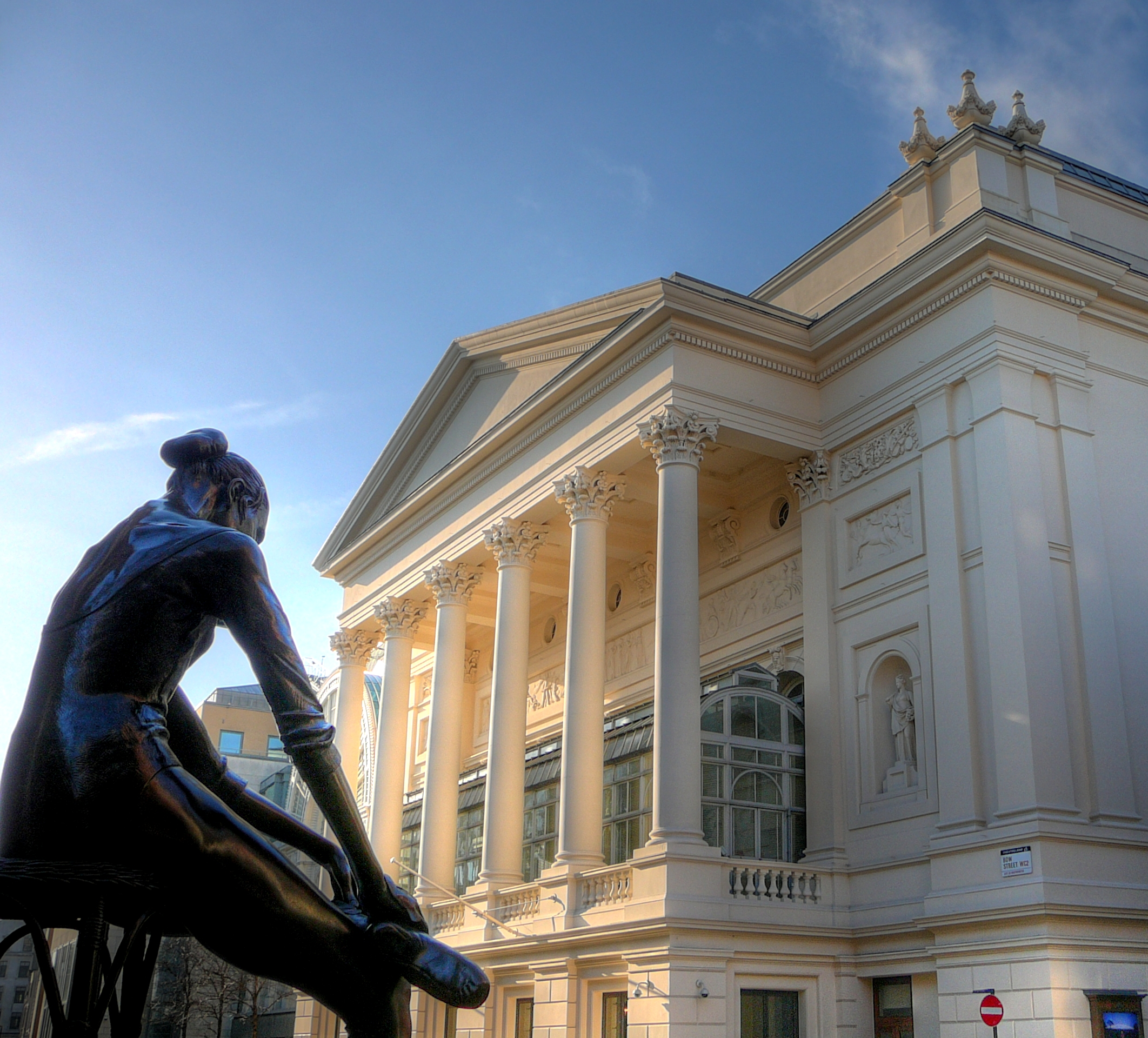
Royal Opera House v Londýně
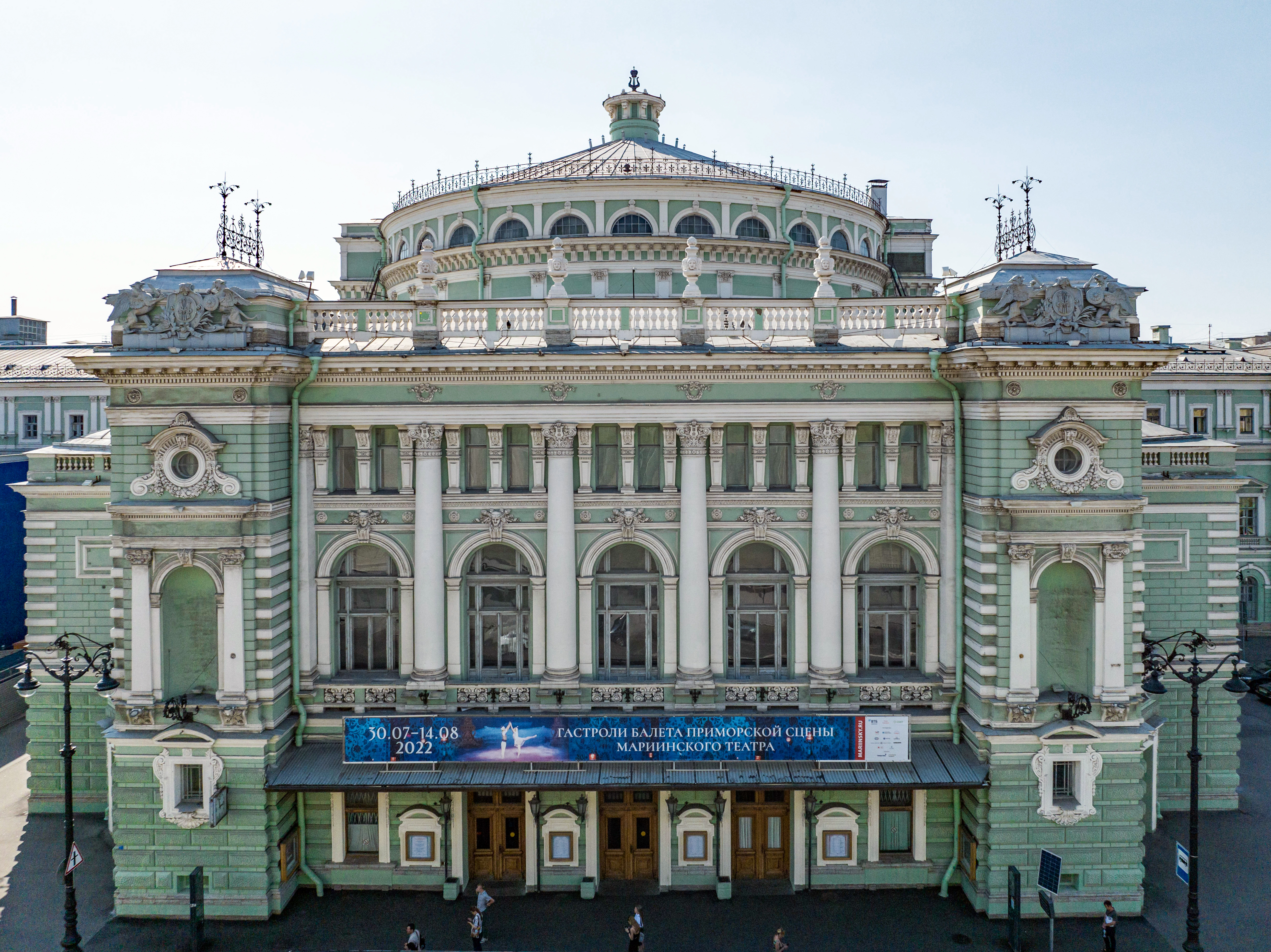
Mariinské divadlo v  Petrohradu
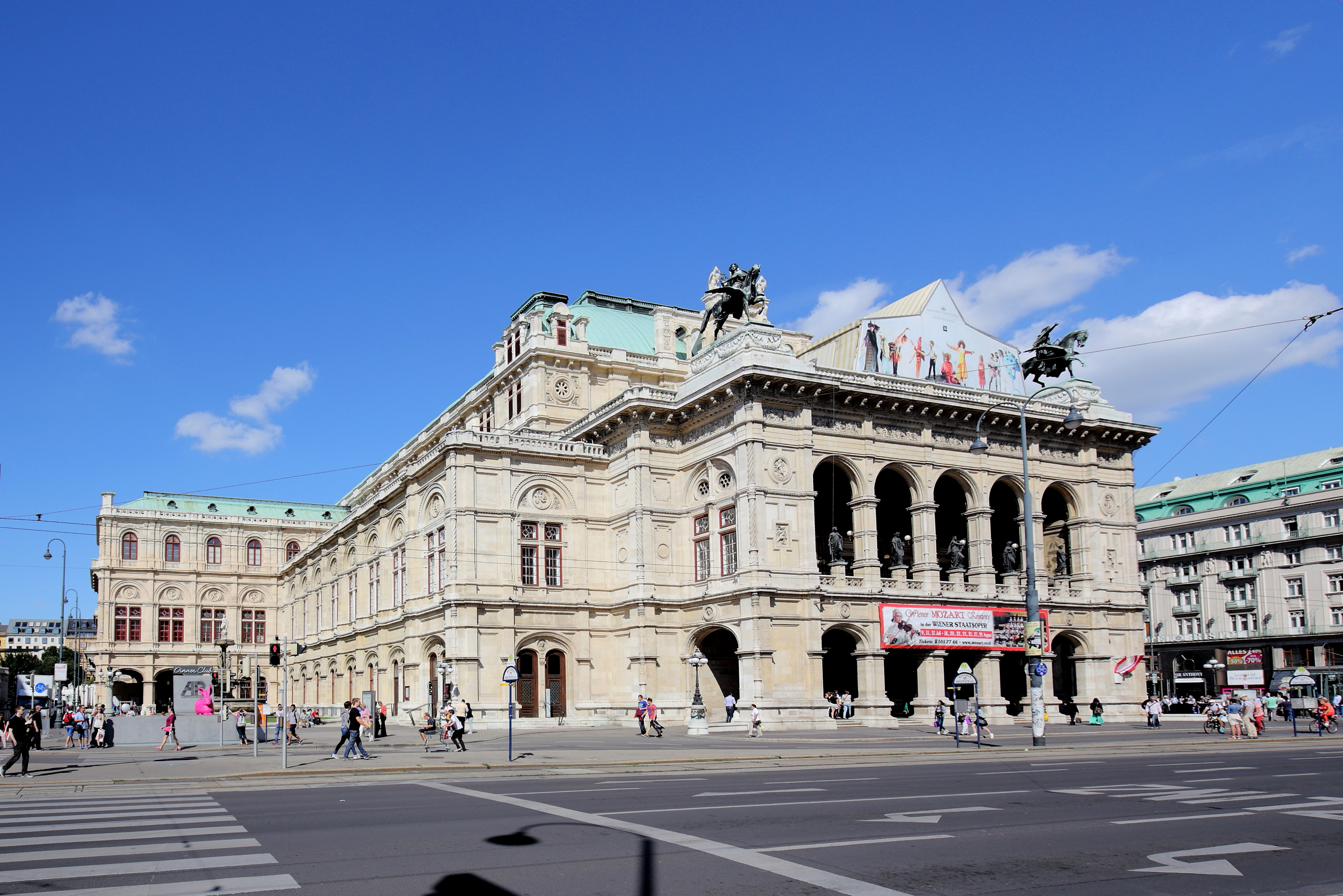
Vídeňská státní opera
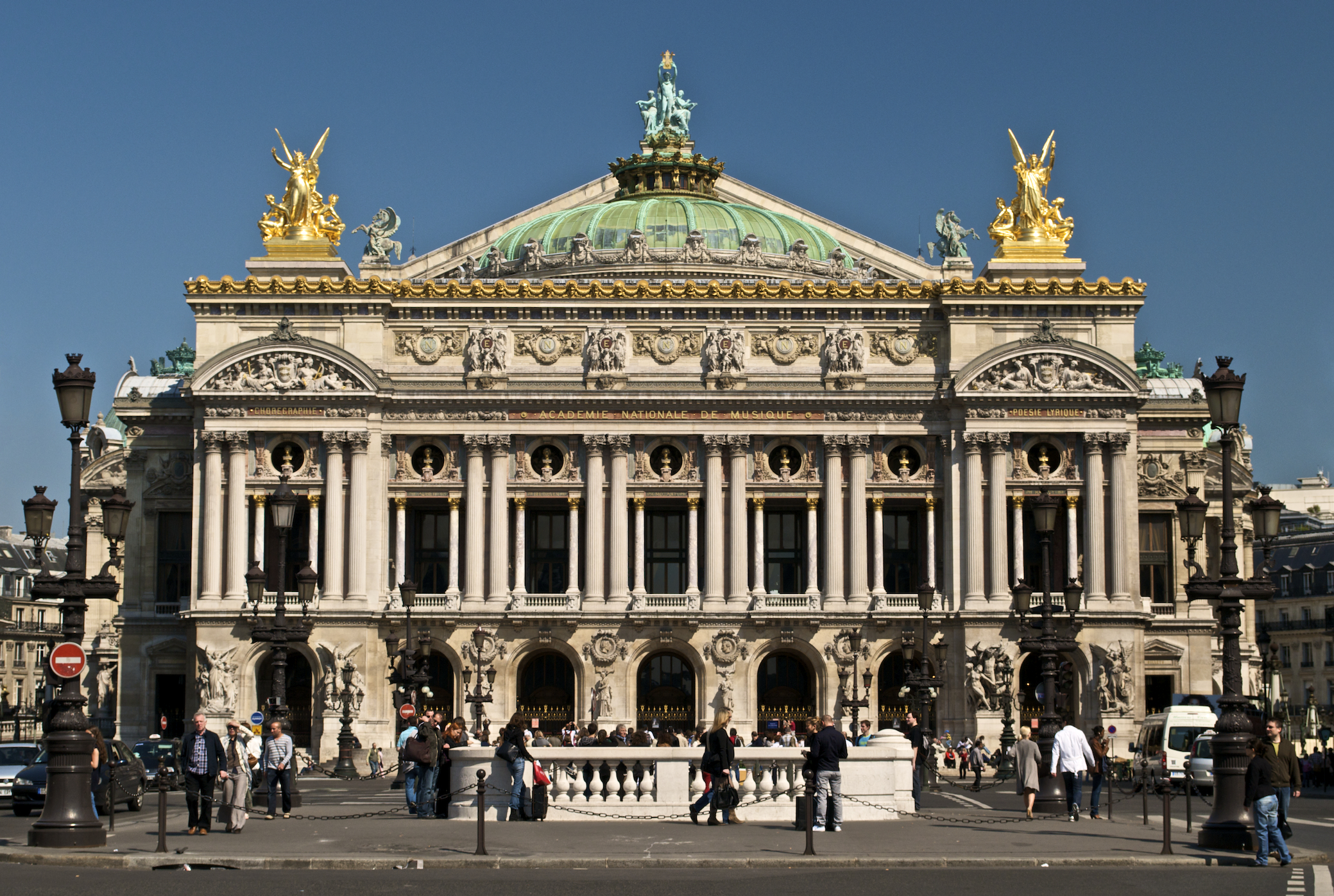
Palais Garnier v Paříži
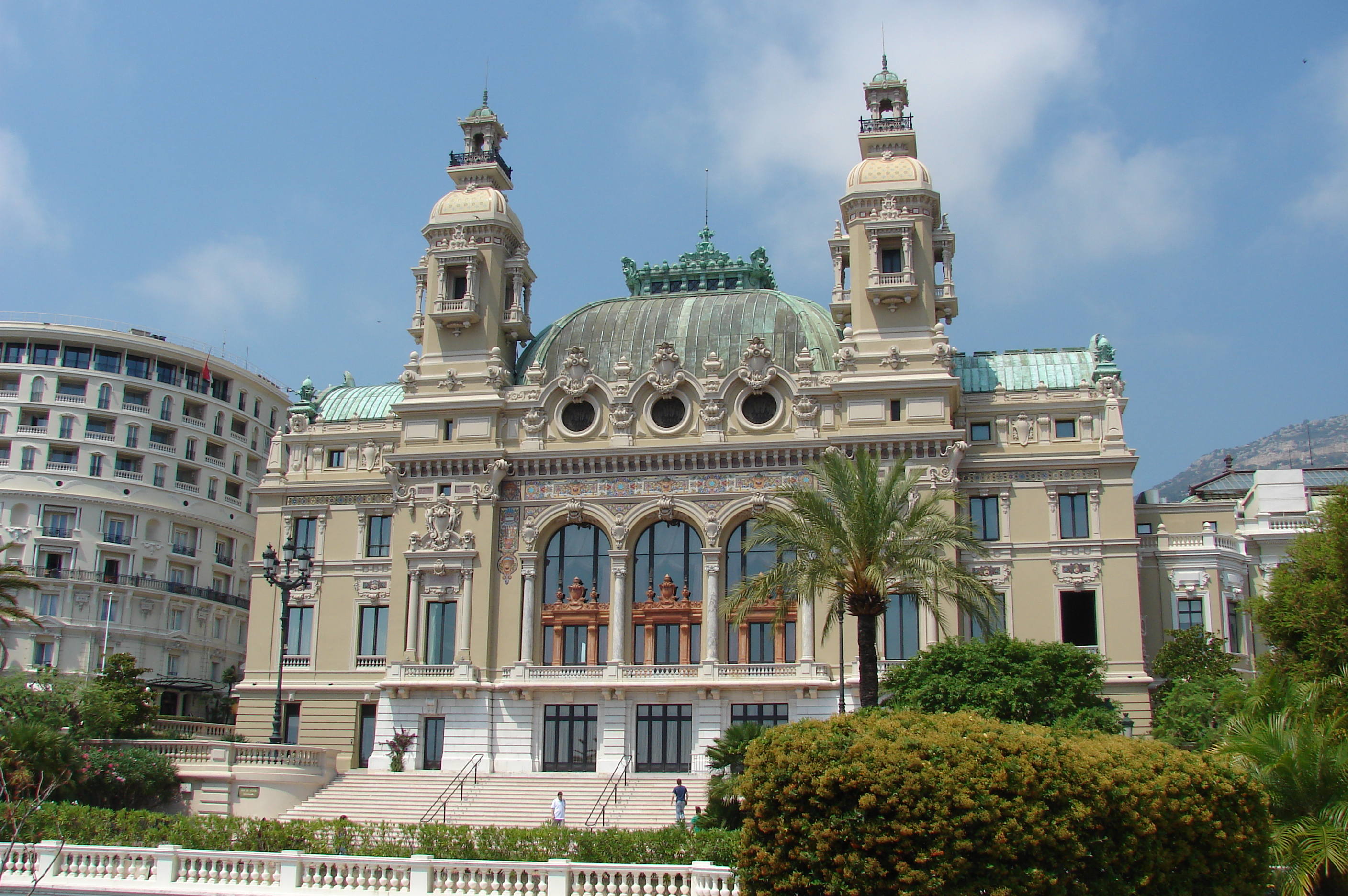
Opéra de Monte-Carlo v Monaku
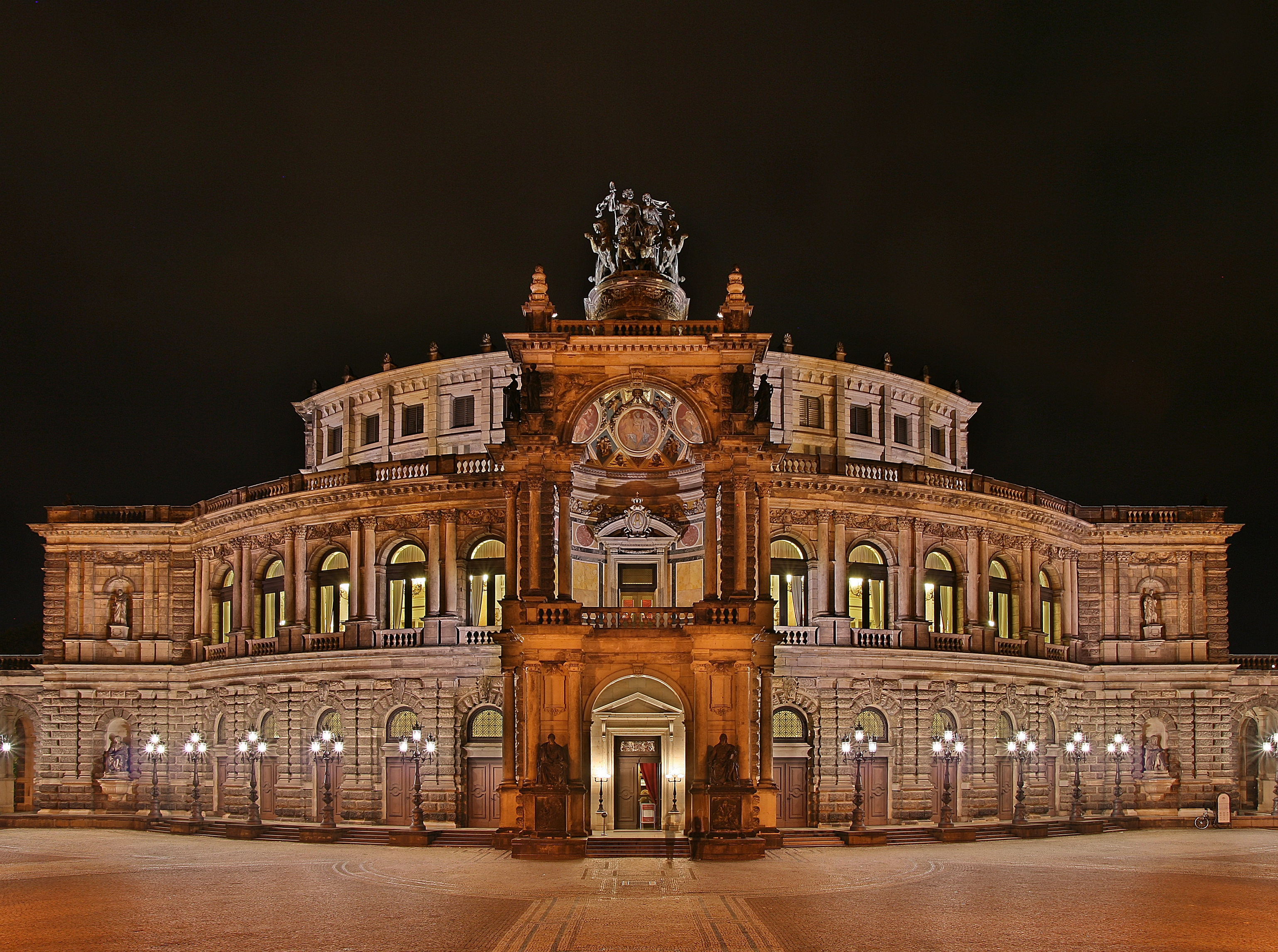
Semperova opera v Drážďanech
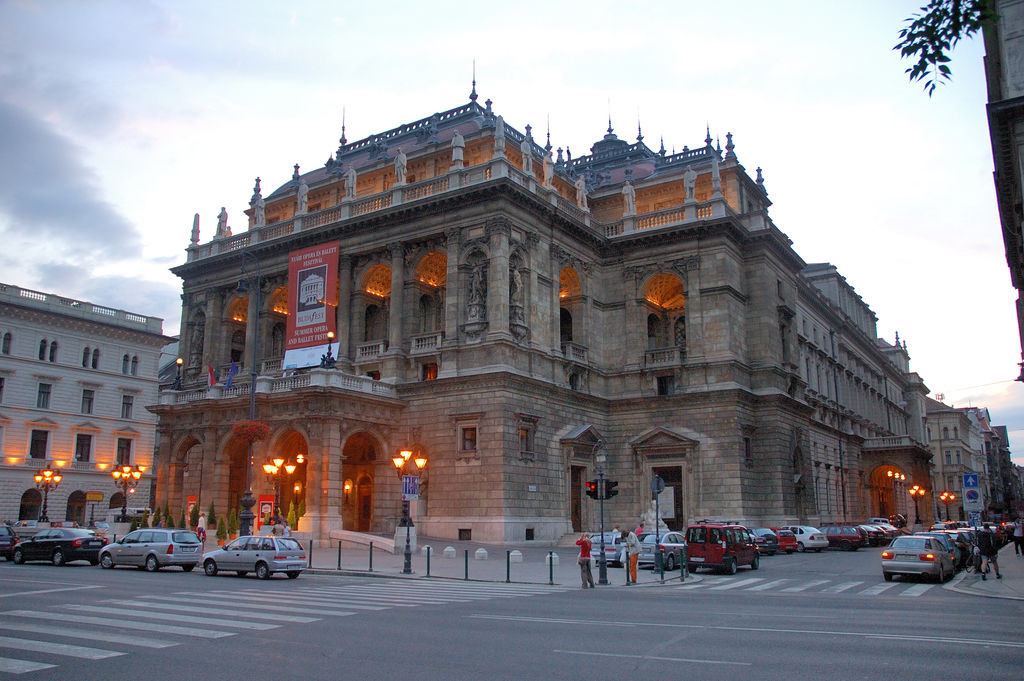
Maďarská státní opera v Budapešti
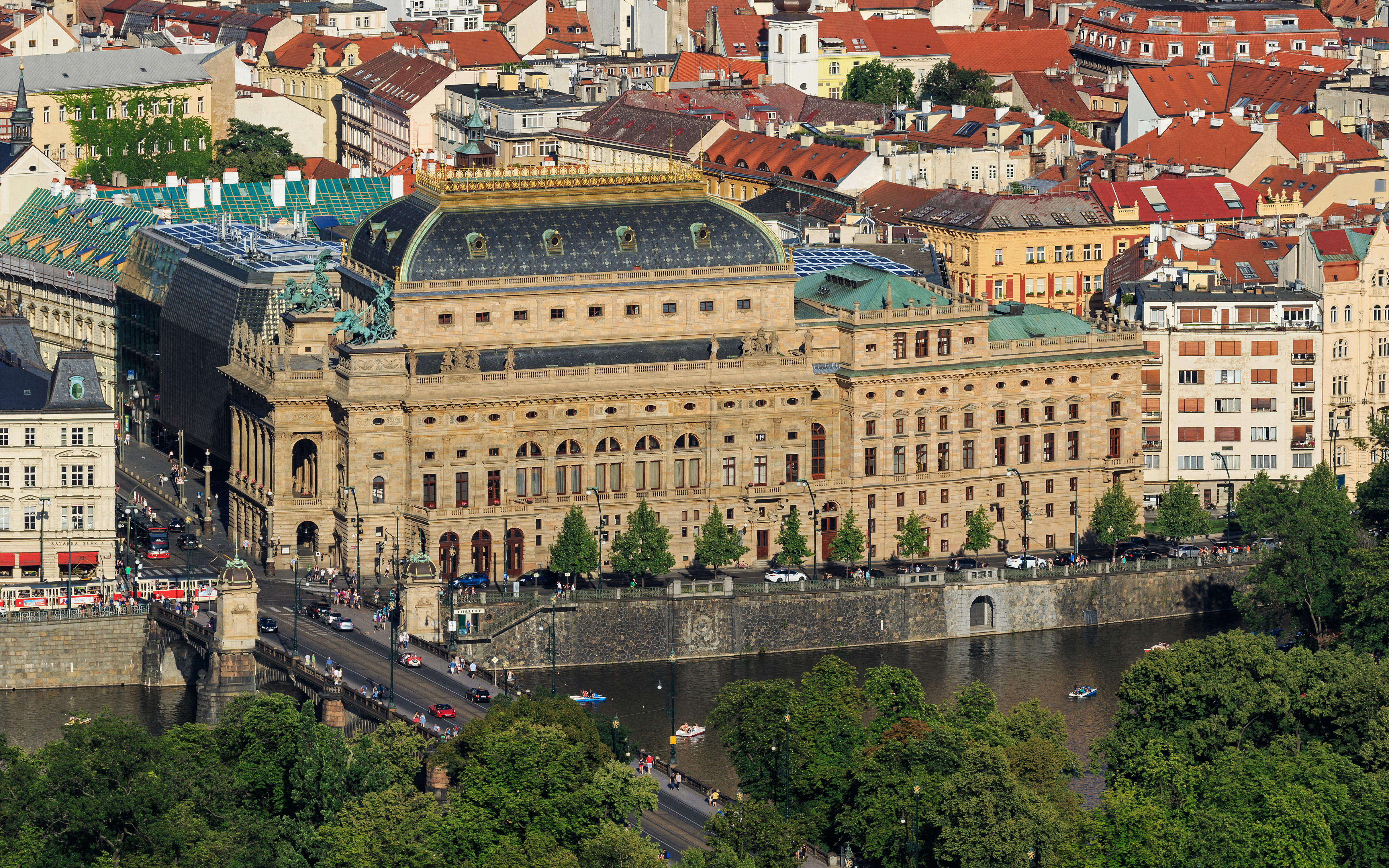
Národní divadlo v Praze
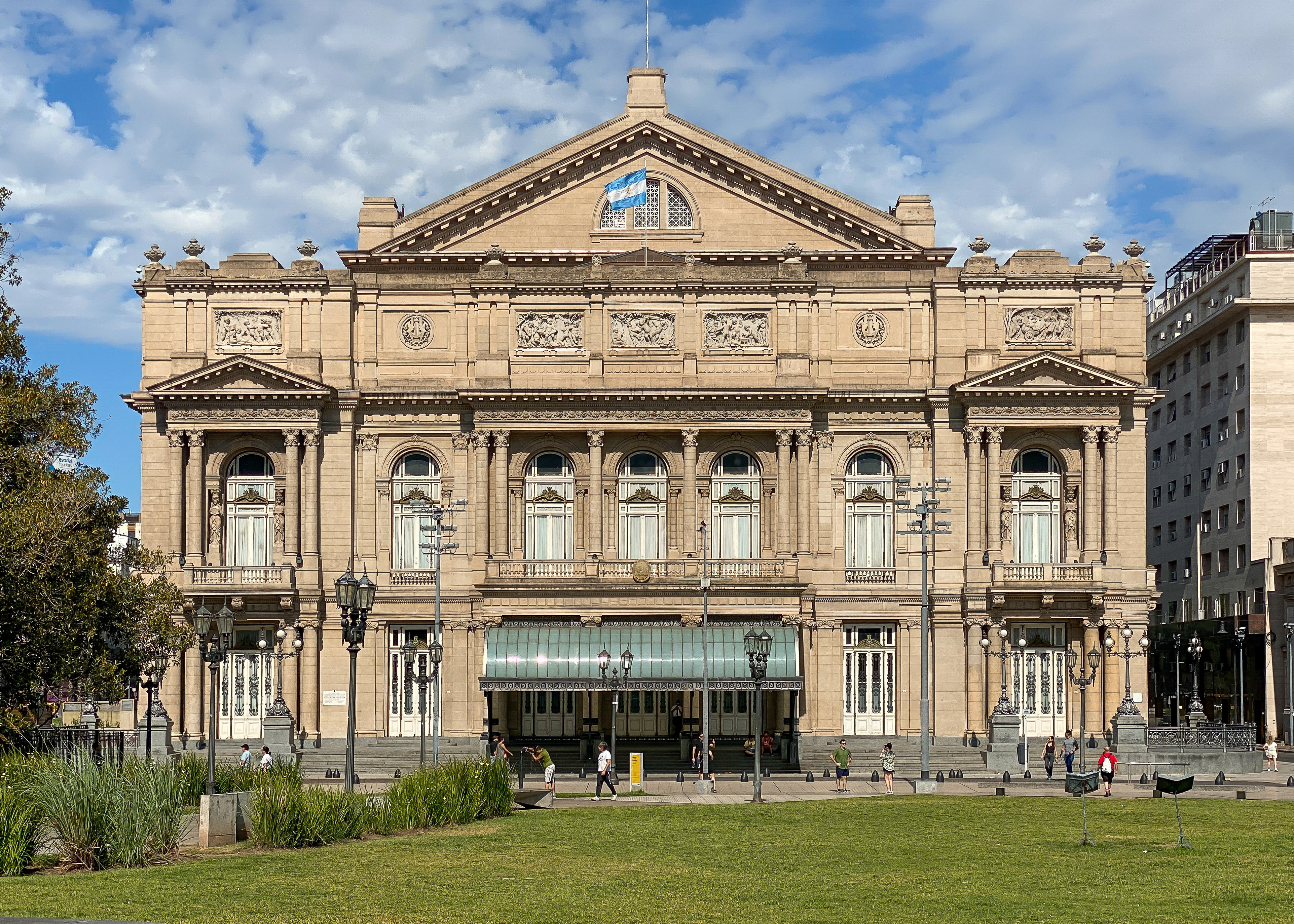
Teatro Colón v Buenos Aires, Argentina
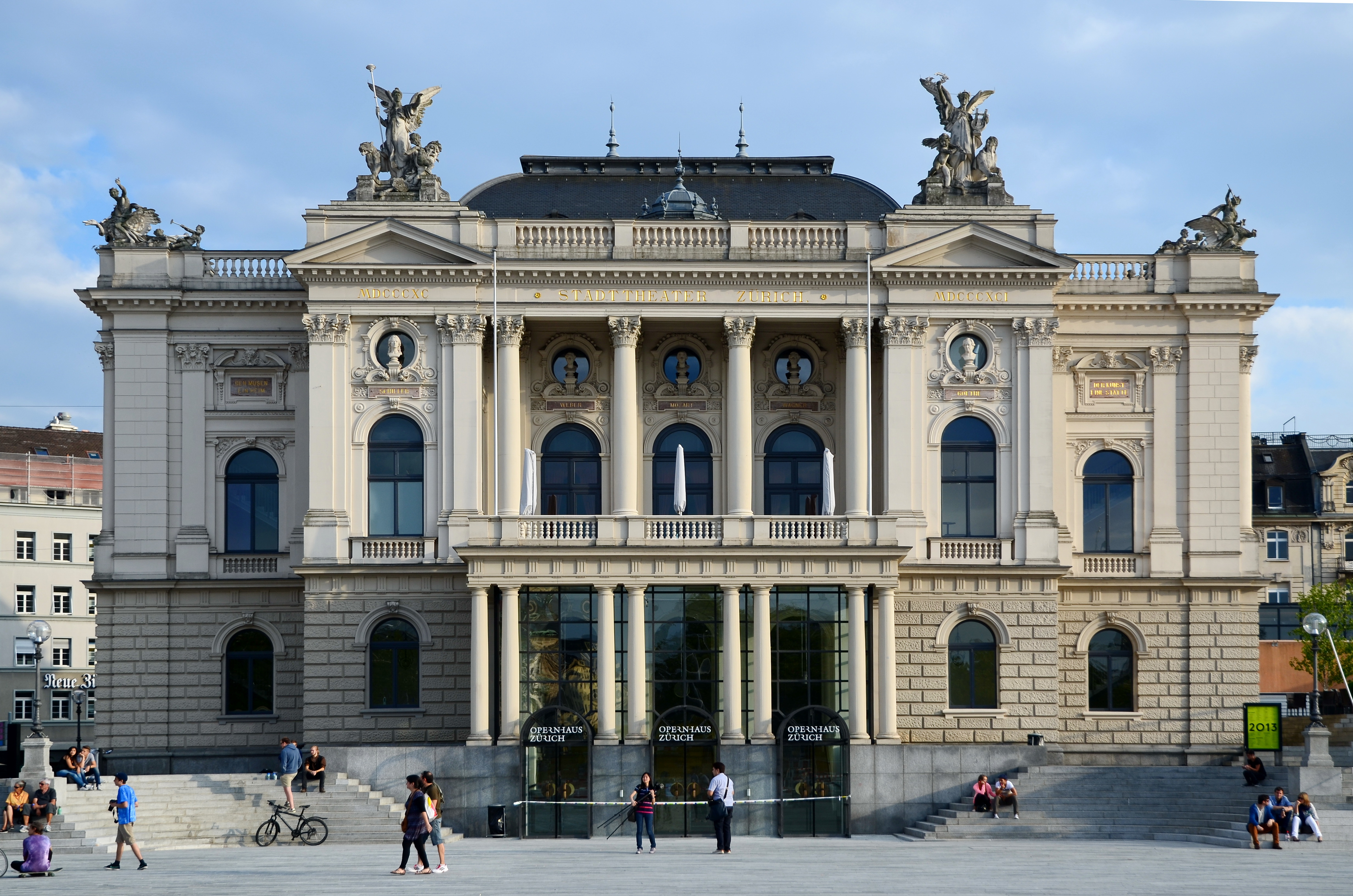
Curyšská opera
Theatro Municipal v São Paulo v Brazílii
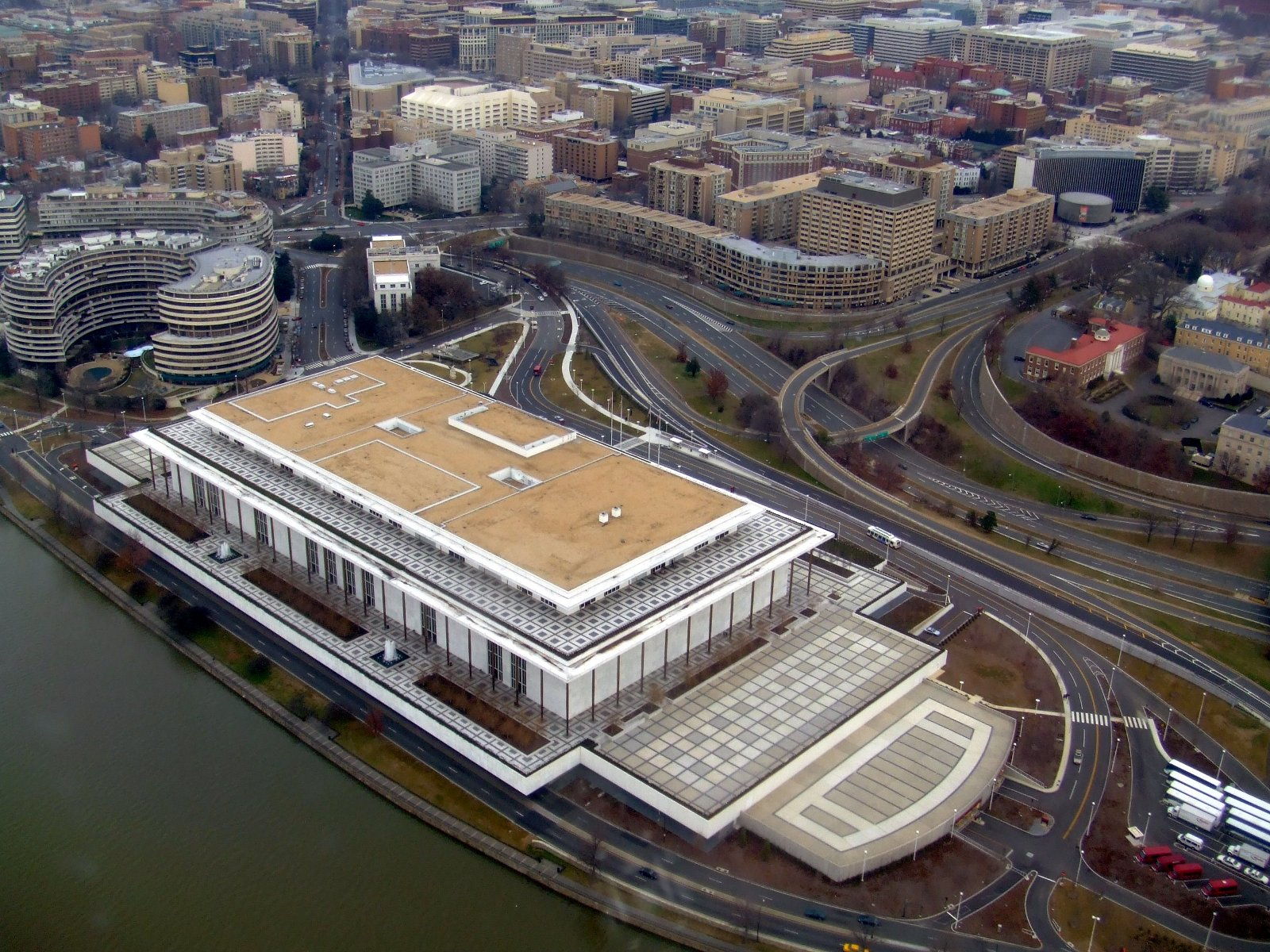
Kennedyho operní centrum ve Washingtonu, USA
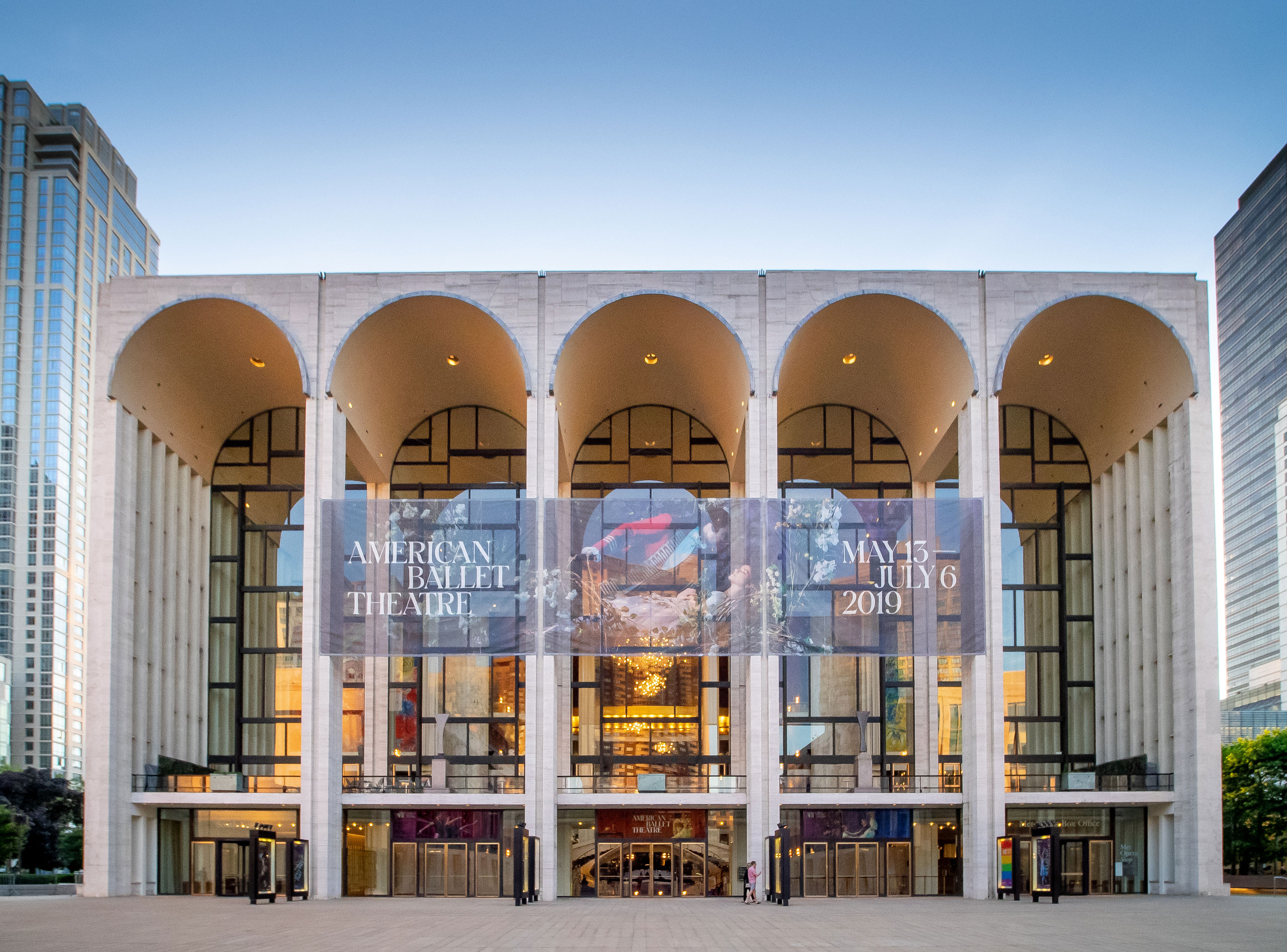
Metropolitní opera v New Yorku, USA
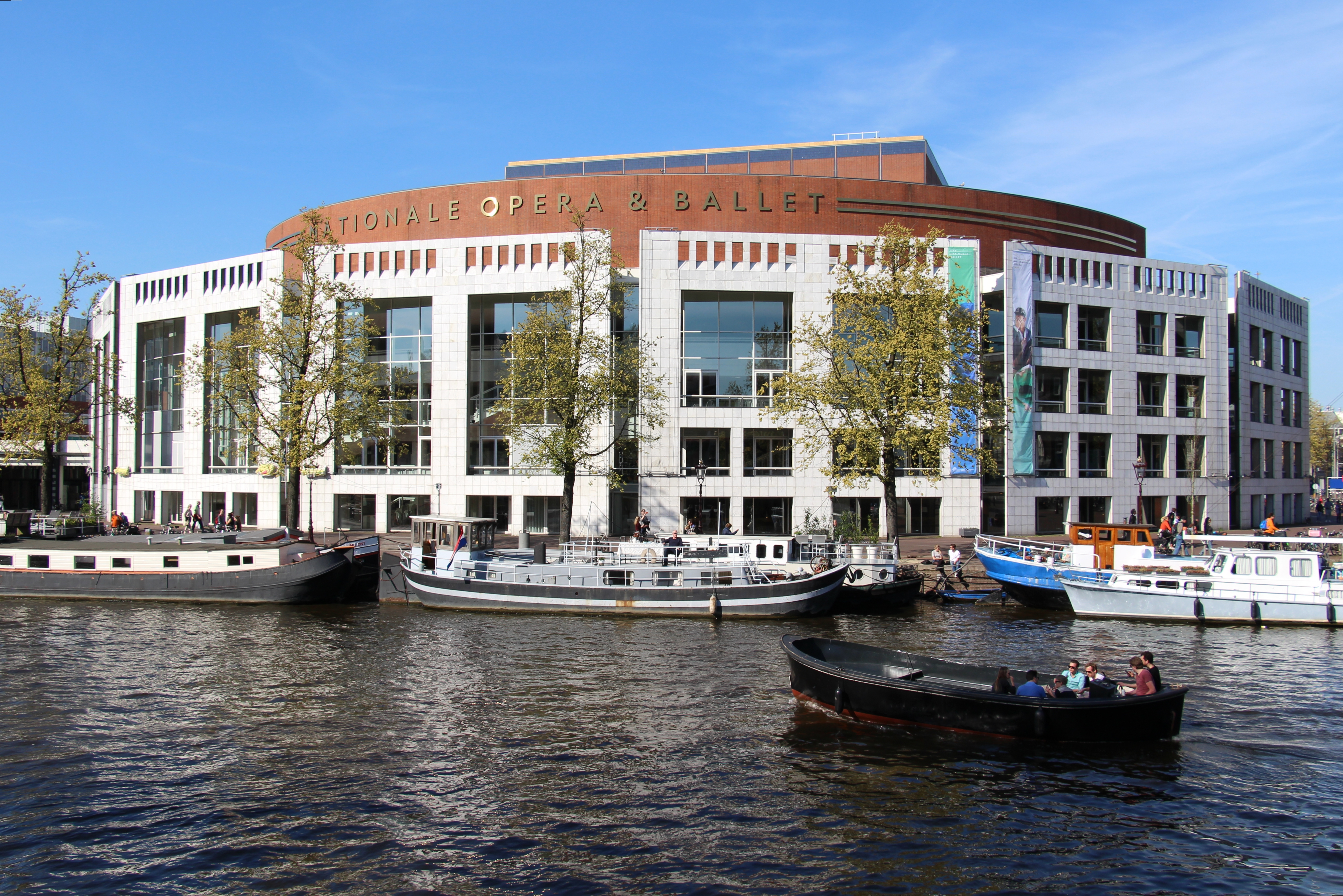
Stopera v nizozemském Amsterdamu
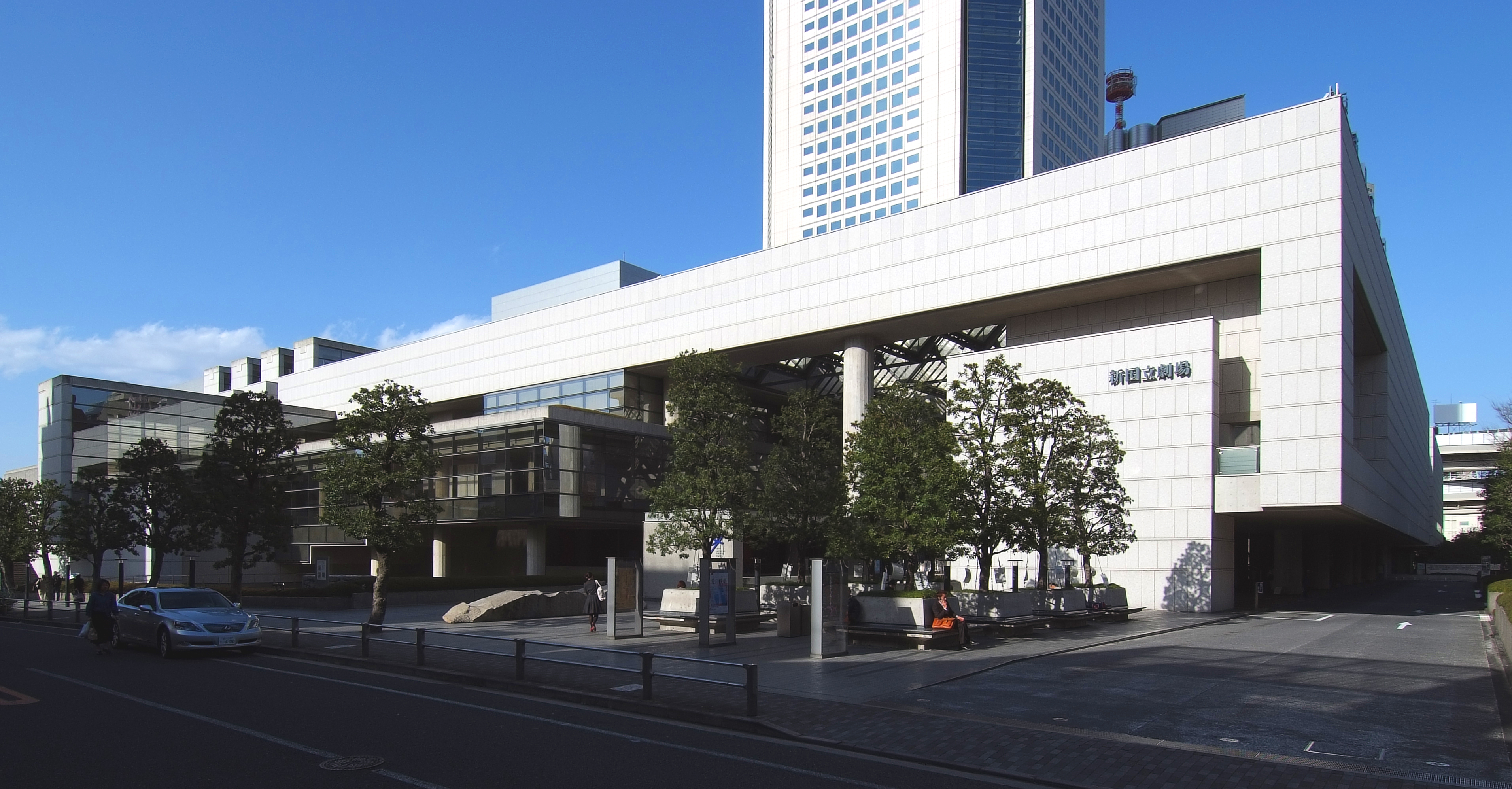
Nové národní divadlo Tokio, Japonsko
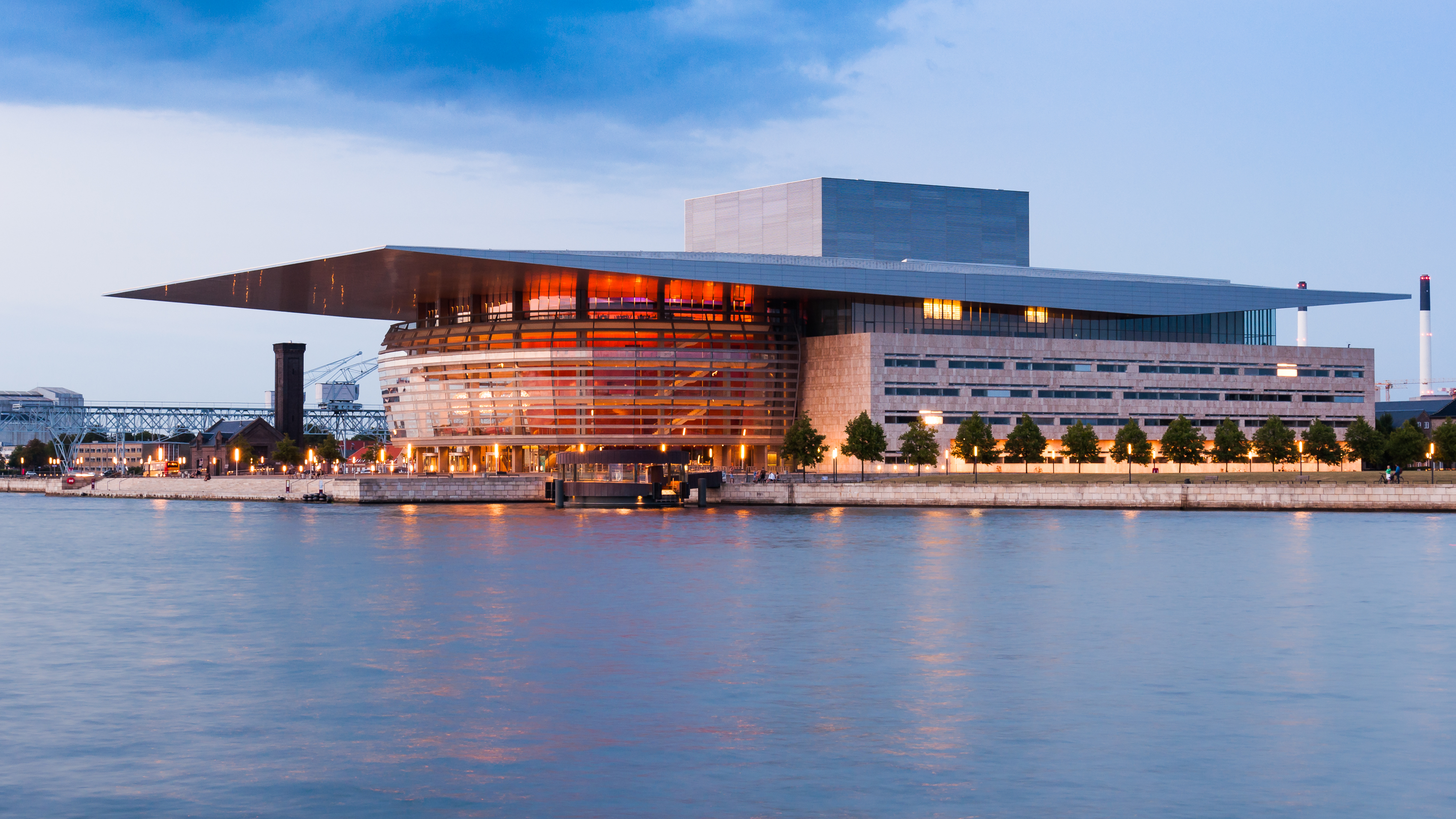
Kodaňská opera
Opera v Oslu
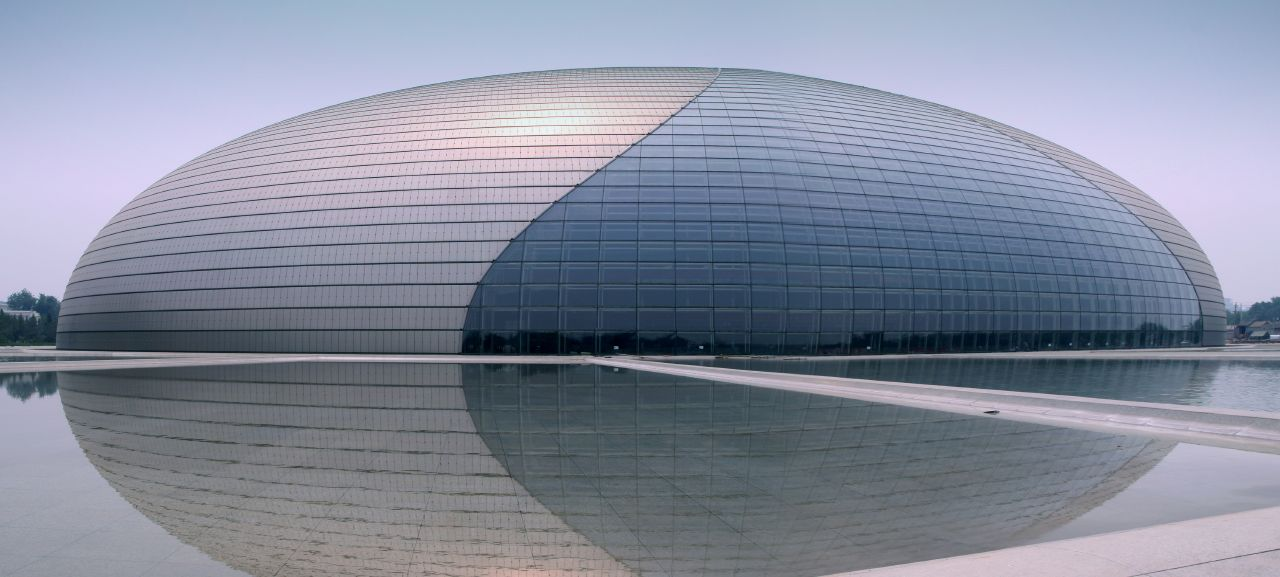
Velké národní divadlo v Pekingu